# L'Épine (Marne)
L'Épine is een gemeente in het Franse departement Marne (regio Grand Est). De plaats maakt deel uit van het arrondissement Châlons-en-Champagne. L'Épine telde op 1 januari 2022 676 inwoners.
In het dorp van ruim 600 inwoners heeft met de Onze-Lieve-Vrouwebasiliek een kerk met allure van een kathedraal. Dit bouwwerk in flamboyante gotiek dateert uit 15de eeuw. L'Épine is al van in de Middeleeuwen een bedevaartsoord op de pelgrimsroute naar Santiago de Compostella, van daar de aanwezigheid van een grote kerk.

## Geografie
De oppervlakte van L'Épine bedroeg op 1 januari 2022 30,51 vierkante kilometer; de bevolkingsdichtheid was toen 22,2 inwoners per km².

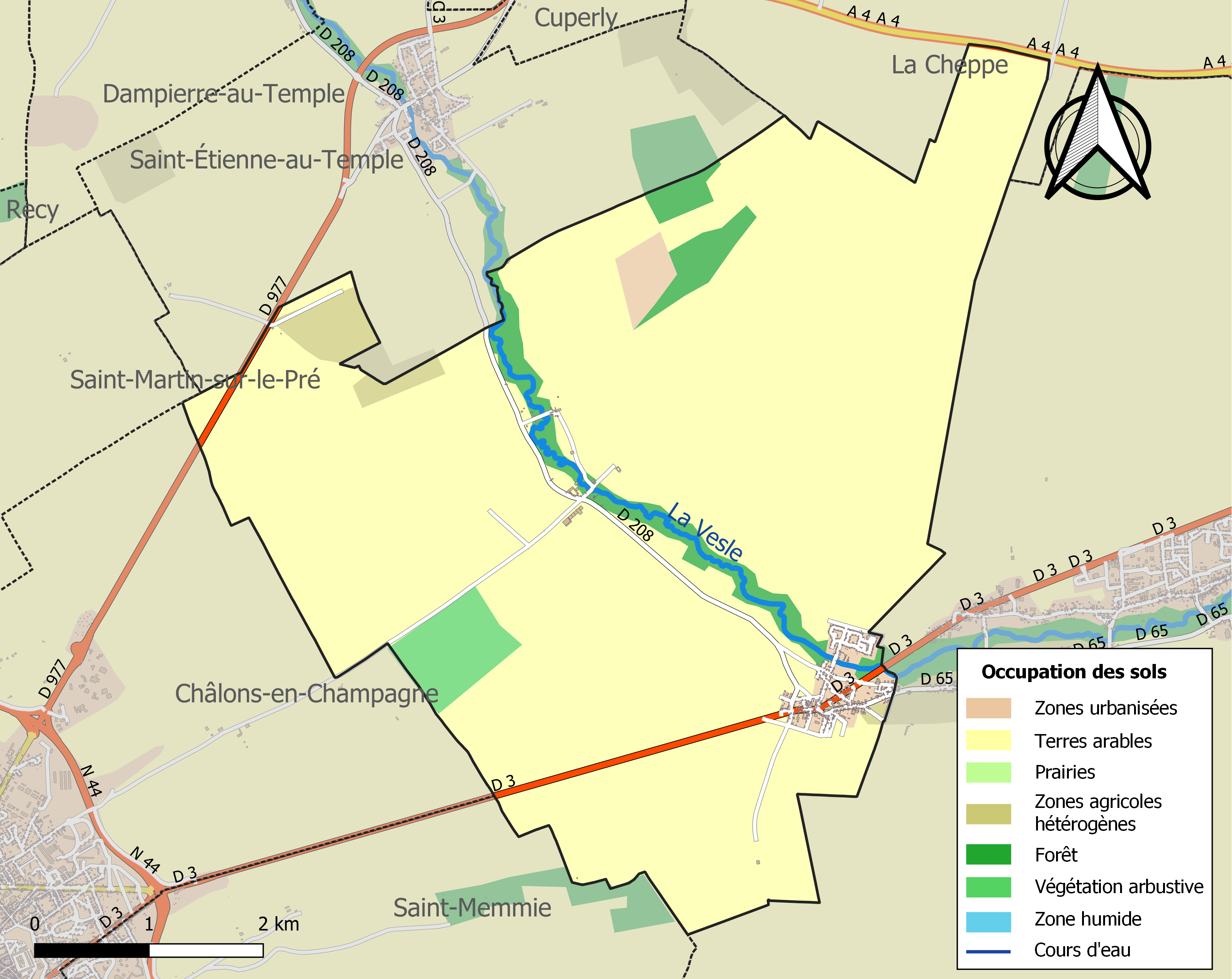
Kaart van de gemeente met de belangrijkste infrastructuur, bodemgebruik en omliggende gemeenten

## Demografie
Onderstaande figuur toont het verloop van het inwonertal (bron: INSEE-tellingen).